# Dilophodes
Dilophodes là một chi bướm đêm thuộc họ Geometridae.

## Hình ảnh

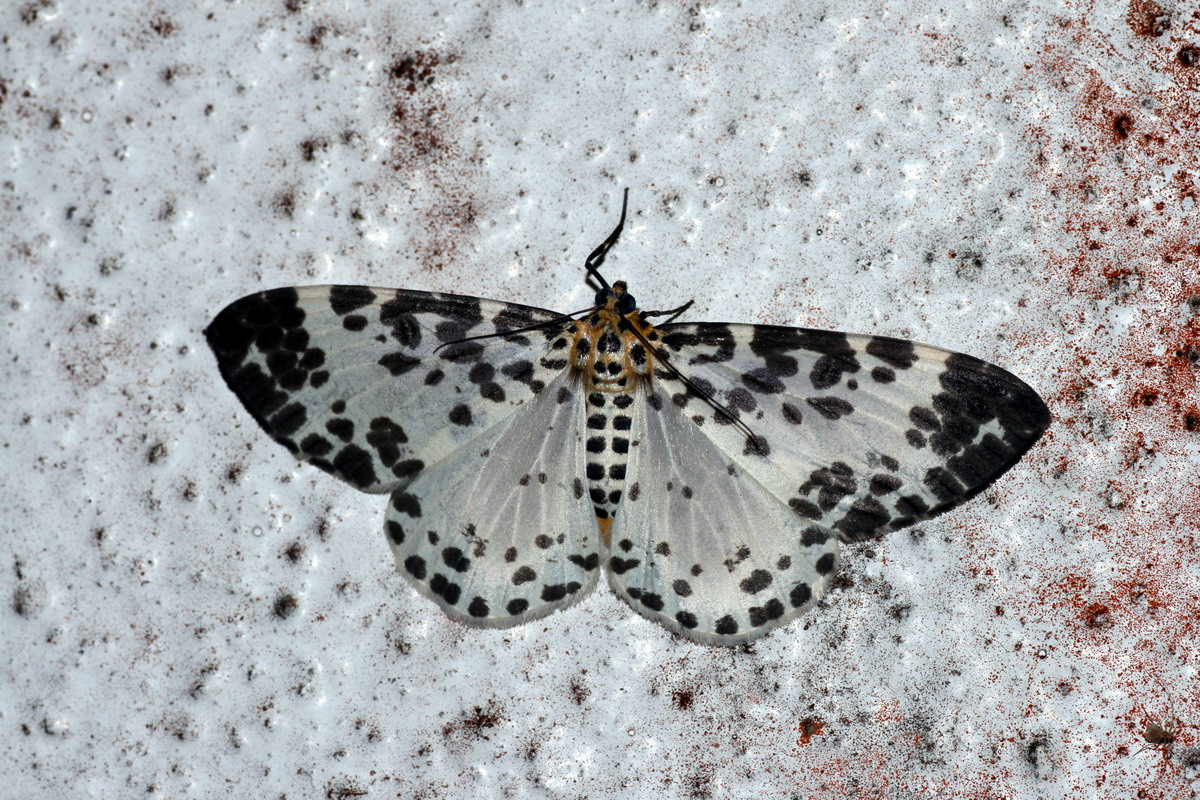

## Các loài
- Dilophodes elegans (Butler, 1878)